# 河北工程大学
河北工程大学，位于河北省邯郸市丛台区，河北工程大学原有四个校区：校本部、中华南校区、丛台校区、洺关校区。现已合并为一个校区。

## 学校历史
前身为建立于1978年原国家煤炭部下属的河北煤炭学院，1981年更名为河北矿业学院。1983年，根据煤炭工业部部署，更名为河北煤炭建筑工程学院。1996年5月更名为河北建筑科技学院。2003年4月原河北建筑科技学院、华北水利水电学院邯郸分部、邯郸医学高等专科学校、邯郸农业高等专科学校合并组建河北工程学院；2003年7月，教育部批准河北省以“河北工程学院”为基础筹建“河北工程大学”。2006年2月14日正式由中华人民共和国教育部批准更名为河北工程大学。学校现为河北省与中华人民共和国水利部省部共建制高等院校。

## 学校机构

### 院系设置
- 研究生部
- 文法学院
- 建筑与艺术学院
- 数理科学与工程学院
- 土木工程学院
- 水利水电学院
- 能源与环境工程学院
- 医学院（医学部）
- 机械与装备工程学院
- 园林与生态工程学院
- 信息与电气工程学院
- 生命科学与食品工程学院
- 矿业与测绘工程学院
- 公共体育部
- 地球科学与工程学院
- 马克思主义学院
- 材料科学与工程学院
- 成人教育学院
- 管理工程与商学院

## 合作交流
据称与清华大学、天津大学等国内大学和美国俄亥拉荷马大学、德国亚琛工业大学等国外大学均建立有一定的校际合作关系。并与美国阿拉斯加大学地质矿业工程学院、英国郎堡大学、乌克兰国立建筑大学联合创办了世界性英文版工程杂志《World Journal of Engineering》，面向全世界发行。